# Вона і я (фільм)
«Вона і я» — французький кінофільм з Луї де Фюнесом.

## Сюжет
Закоренілий холостяк Жан (Франсуа Перьє) одружується з чарівною, але навіженою Жюльєтт. Відправившись в плавання на яхті, вони сідають на мілину поруч з віллою дивного мсьє Бельома. Жюльєт зводить Бельома з розуму, і його поміщають в психіатричну лікарню. За допомогою друга Жана, Гастона, подружжю вдається вирішити свої численні сімейні проблеми і уникнути розлучення. Все втихомирюється, але чи на довго…

## Цікаві факти
- Луї де Фюнес виконує роль офіціанта в кафе.